# فهرس سانابريا للبريد الجوي
فهرس سانابريا لطوابع البريد الجوي لعام 1936، وهو دليل تعريف لأنواع طوابع البريد الجوي مع الأوصاف والأسعار. وقد جمعهُ نيكولا سانابريا مع هاري م. كونوايزر. كان نيكولا سانابريا تاجرًا وبائعًا بالمزاد العلني ومفهرسًا لطوابع البريد الجوي وتاريخ البريد الجوي في العالم. كان الفهرس يُنشر سابقًا بواسطة شركة سكوت للطوابع والعملات المعدنية. وقد احتوى على العديد من الطوابع الجوية. وصدر الفهرس لأول مرة باسم "الفهرس القياسي لطوابع البريد الجوي"، ولكن بعد حصول نيكولا سانابريا على حقوق الطبع من شركة سكوت للطوابع. أعاد تسمية الفهرس لاحقًا في طبعة جديدة محدثة عام 1940 باسم "فهرس سانابريا للبريد الجوي".

الإصدار الأول لفهرس سانابريا (الفهرس القياسي لطوابع البريد الجوي)، طبعة عام 1936

فهرس سانابريا للبريد الجوي، طبعة عام 1943

يحتوي الدليل على عدد كبير من الطوابع والمواد المدرجة فيهِ من أكثر من 100 دولة، إن التطور السريع لوسائل النقل الجوي وحرص العديد من الدول التي تقتصر مرافقها لهذهِ الخدمة على إصدار العديد من الطوابع التي استعملت بشكل أساسي لملء العديد من صفحات ألبومات هواة جمع الطوابع جعل ذلك هواية جمع طوابع البريد الجوي تتزايد منذ عام 1918 عندما تم طرح أول طابع بريد مصمم خصيصًا للاستخدام في البريد الجوي للتداول من قبل إدارة مكتب البريد بالولايات المتحدة في 9 مايو 1918. ومع ذلك، فإن الفضل في أول طابع مصمم رسميًا للاستخدام في البريد الجوي يعود إلى إيطاليا عندما طبعت في شهر مايو 1917 أول طابع تسليم خاص لاستعمالهِ في رحلة تورينو روما. منذ ذلك الحين، أصبح إصدار الولايات المتحدة من فئة 24 سنتًا واحدًا من أكثر طوابع البريد الجوي المرغوبة والقيمة على الإطلاق، وذلك بسبب اكتشاف ورقة صحيفة طوابع من 100 طابع بريد جوي في مكتب للبريد.
يحتوي الفهرس على رسوم توضيحية لجميع أنواع طوابع البريد الجوي الصادرة في معظم الدول، باستثناء الولايات المتحدة، التي تقيد بموجب قانون فيدرالي أي إعادة طبع وإنتاج لإصداراتها البريدية.